# Cambarus pristinus
Espèce
Statut de conservation UICN

 DD  : Données insuffisantes
Cambarus pristinus est une espèce d'écrevisses, appartenant à la famille des Cambaridae. Elle est endémique des États-Unis.